# Chrysomela lapponica
Chrysomela lapponica är en skalbaggsart som beskrevs av Carl von Linné 1758. Chrysomela lapponica ingår i släktet Chrysomela, och familjen bladbaggar. Arten är reproducerande i Sverige.